# Adolphe Georges Guéroult

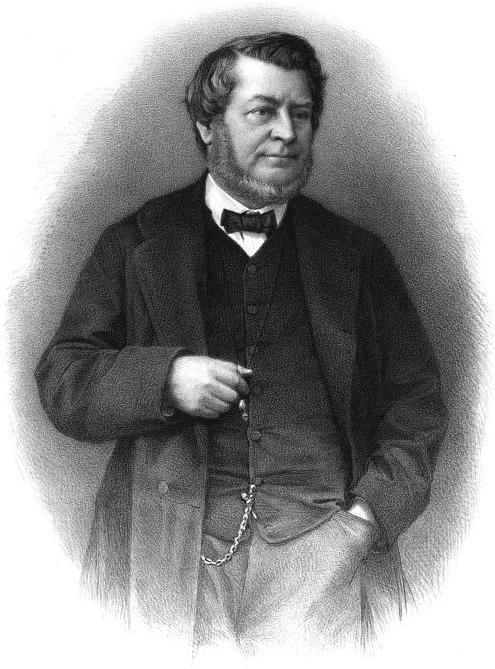
Adolphe Guéroult.

Adolphe Georges Guéroult, född 29 januari 1810, död 21 juli 1872, var en fransk politiker och journalist.
Guéroult anslöt sig 1830 till Henri de Saint-Simons lära, övertog 1857 ledningen av La Presse, grundade 1859 L'Opinion nationale och förde en moderat opposition mot regeringen. Som deputerad 1863, stödde han 1870 Émile Olliviers politik och anslöt sig sedan till republiken.